# 科奇內-羅茲帕西伊夫卡
49°46′16″N 38°35′31″E / 49.77111°N 38.59194°E
科奇內-羅茲帕西伊夫卡（烏克蘭語：Кочине-Розпасіївка）是位於烏克蘭東部的村莊，由盧甘斯克州斯瓦托韋區的洛茲諾-亞歷山德里夫卡市鎮負責管轄。該村始建於1947年，面積0.48平方公里，海拔高度171米，2001年人口77，人口密度每平方公里160.8人。